# Björn Nilsson (journalist)
Björn Orvar Reinhold Nilsson, född 14 januari 1935 i Gävle, död 24 mars 1995 i Stockholm, var en svensk kulturskribent och kritiker.
Björn Nilsson var son till disponenten Helge Nilsson och Karin, ogift Nygren. Han bedrev akademiska studier och blev filosofie kandidat vid Uppsala universitet 1958. Samma år blev han medarbetare hos Expressen, där han från 1960 var han verksam vid kulturredaktionen. Han var styrelseledamot i Svenska PEN-klubben 1972–1974 och ordförande för Svenska teaterkritikers förening 1980–1982. Han medverkade som frilans i radio och TV samt diverse svenska och utländska tidskrifter.

## Priser och utmärkelser
- 1987 – Gun och Olof Engqvists stipendium
- 1991 – Axel Liffner-stipendiet
- 1994 – Expressens Björn Nilsson-pris för god kulturjournalistik
- 1995 – Illis Quorum